# Kazimierz Kuska
Kazimierz Kuska (ps. Król) (ur. 2 grudnia 1905 w Jabłonnie, zm. 25 września 1953 w Legionowie) – polski pracownik kolei, działacz robotniczy.

## Życiorys
Urodził się w rodzinie robotniczej, od 1929 pracował jako dróżnik w Jabłonnie. Do 1938 sympatyzował z Komunistyczną Partią Polski, od 1940 członek Rewolucyjnej Rady Robotniczo-Chłopskiej „Młot i Sierp”. W lutym 1942 wstąpił do Komunistycznej Partii Polski w Jabłonnie, był sekretarzem komórki. Należał do Gwardii Ludowej-Armii Ludowej, uczestniczył w akcjach zbrojnych. Po aresztowaniu w grudniu 1943 jednego z członków partii ukrywał się z rodziną pod zmienionym nazwiskiem Nowakowski. Po zakończeniu wojny był pierwszym wójtem gminy Jabłonna, w 1947 został zastępcą komendanta posterunku Milicji Obywatelskiej ds. politycznych w Mochowie, Żurominie i Koziebrodach, a od 1948 w Markach. Od 1950 pracował w Centrum Wyszkolenia Ministerstwa Bezpieczeństwa Publicznego w Legionowie, był członkiem PZPR.

## Odznaczenia
- Order Krzyża Grunwaldu;
- Medal za Warszawę 1939–1945